# Kenduskeag
Kenduskeag – miasto w Stanach Zjednoczonych, w stanie Maine, w hrabstwie Penobscot.